# Jip Janssen
Jip Janssen (* 14. Oktober 1997 in Naarden) ist ein niederländischer Hockeyspieler. 2023 war er mit der niederländischen Nationalmannschaft Weltmeisterschaftsdritter. Bei Europameisterschaften gewann er bis 2023 zweimal Gold und einmal Bronze. 2024 wurde er Olympiasieger.

## Sportliche Karriere
2017 debütierte er in der Nationalmannschaft. In 116 Länderspielen erzielte der Verteidiger und Strafeckenspezialist 68 Tore.(Stand 8. August 2024)
Seine erste große internationale Meisterschaft war die Europameisterschaft 2019 in Antwerpen. Dort unterlagen die Niederländer im Halbfinale der spanischen Mannschaft mit 3:4. Das Spiel um den dritten Platz gewannen sie 4:0 gegen die deutsche Mannschaft. Janssen erzielte drei Turniertore, davon zwei im Halbfinale.
Zwei Jahre später bei der Europameisterschaft in Amstelveen gewannen die Niederländer ihre Vorrundengruppe vor den Deutschen, wobei das direkte Duell 2:2 endete. Im Finale trafen die beiden Mannschaften wieder aufeinander und noch einmal endete das Spiel mit 2:2, die Niederländer gewannen den Titel im Shootout. Janssen hatte in der letzten Minute der regulären Spielzeit zum Ausgleich getroffen. Bei den Olympischen Spielen in Tokio schied die niederländische Mannschaft im Viertelfinale nach Penaltyschießen gegen die Australier aus. Janssen hatte seinen einzigen Treffer im Vorrundenspiel gegen die Briten erzielt.
Anderthalb Jahre später belegten die Niederländer bei der Weltmeisterschaft 2023 in Bhubaneswar den dritten Platz hinter den Deutschen und den Belgiern. Janssen schoss acht Turniertore, davon eins im Spiel um den dritten Platz. Im August 2023 bei der Europameisterschaft in Mönchengladbach gewannen die Niederländer im Halbfinale mit 3:2 gegen Belgien und im Finale 2:1 gegen England. Janssen wirkte zwar in allen fünf Spielen mit, erzielte aber keinen Treffer. Im August 2024 bei den Olympischen Spielen in Paris besiegten die Niederländer im Viertelfinale die Australier mit 2:0. Nach einem 4:0-Sieg im Halbfinale gegen die Spanier gewannen die Niederländer im Endspiel gegen die Deutschen im Shootout, nachdem es am Ende der regulären Spielzeit 1:1 gestanden hatte. Janssen war in allen acht Spielen dabei und erzielte insgesamt fünf Tore.
Auf Vereinsebene spielt Janssen beim SV Kampong, mit dem er 2017 und 2018 niederländischer Meister war.